# 금산군수
금산군수는 충청남도 금산군의 군수이다.

## 관선(1949~1995)
| 대수 | 이름   | 임기                               | 비고                | 군정구호                            |
| ---- | ------ | ---------------------------------- | ------------------- | ----------------------------------- |
| 초대 | 정환종 | 1945년 8월 15일 ~ 1946년 10월 31일 |                     |                                     |
| 2대  | 박규준 | 1946년 11월 1일 ~ 미상             |                     |                                     |
| 3대  | 정응진 | 미상 ~ 미상                        |                     |                                     |
| 4대  | 유환조 | 1948년 3월 8일 ~ 미상              |                     |                                     |
| 5대  | 최봉학 | 미상 ~ 미상                        |                     |                                     |
| 6대  | 김계환 | 미상 ~ 1951년 4월 24일             |                     |                                     |
| 7대  | 김명곤 | 1951년 4월 25일 ~ 1954년 3월 8일   | 2년 3개월           |                                     |
| 8대  | 전한상 | 1954년 3월 9일 ~ 1956년 12월 12일  | 2년 2개월           |                                     |
| 9대  | 허연   | 1956년 12월 13일 ~ 1957년 4월 15일 | 4개월               |                                     |
| 10대 | 신용균 | 1957년 6월 10일 ~ 1959년 4월 2일   | 1년 10개월          |                                     |
| 11대 | 엄병건 | 1959년 4월 24일 ~ 1960년 1월 8일   | 9개월               |                                     |
| 12대 | 임재환 | 1960년 1월 9일 ~ 1960년 5월 23일   | 5개월               |                                     |
| 13대 | 김두운 | 1960년 5월 24일 ~ 1960년 7월 12일  | 2개월               |                                     |
| 14대 | 이화영 | 1960년 7월 13일 ~ 1960년 11월 14일 | 4개월               |                                     |
| 15대 | 유용규 | 1960년 11월 15일 ~ 1961년 7월 30일 | 11개월              |                                     |
| 16대 | 정철모 | 1961년 10월 14일 ~ 1962년 3월 11일 | 5개월               |                                     |
| 17대 | 이석재 | 1962년 3월 12일 ~ 1962년 11월 1일  | 8개월               |                                     |
| 18대 | 유남기 | 1962년 11월 2일 ~ 1962년 12월 31일 | 2개월               |                                     |
| 19대 | 유용규 | 1963년 1월 10일 ~ 1963년 5월 27일  | 15대 금산군수 5개월 |                                     |
| 20대 | 유병택 | 1963년 5월 28일 ~ 1964년 1월 17일  | 8개월               |                                     |
| 21대 | 김용구 | 1964년 3월 5일 ~ 1968년 4월 15일   | 4년 1개월           |                                     |
| 22대 | 김현구 | 1968년 4월 25일 ~ 1970년 8월 20일  | 4년 4개월           |                                     |
| 23대 | 신인균 | 1970년 8월 21일 ~ 1973년 5월 1일   | 1년 9개월           |                                     |
| 24대 | 조천식 | 1973년 5월 7일 ~ 1975년 9월 2일    | 2년 4개월           |                                     |
| 25대 | 조병남 | 1975년 9월 3일 ~ 1977년 2월 14일   | 1년 5개월           | 좋은것을 더 좋게                    |
| 26대 | 이근영 | 1977년 2월 15일 ~ 1979년 7월 4일   | 2년 2개월           | 충절의 새금산                       |
| 27대 | 이진봉 | 1979년 7월 5일 ~ 1971년 4월 12일   | 1년 10개월          | 충절의 새금산                       |
| 28대 | 이정우 | 1971년 4월 13일 ~ 1982년 4월 12일  | 1년                 | 충절의 새금산                       |
| 29대 | 임봉순 | 1982년 4월 13일 ~ 1984년 7월 12일  | 2년 3개월           | 풍요로운 새금산 건설                |
| 30대 | 이기현 | 1984년 7월 13일 ~ 1986년 3월 7일   | 1년 8개월           | 활기찬 선진금산 건설                |
| 31대 | 박진수 | 1986년 3월 8일 ~ 1986년 12월 23일  | 9개월               | 풍요로운 금산건설                   |
| 32대 | 이병오 | 1986년 12월 24일 ~ 1988년 6월 10일 | 1년 6개월           | 풍요로운 금산건설                   |
| 33대 | 박종순 | 1988년 6월 11일 ~ 1988년 12월 31일 | 6개월               | 풍요롭고 활기찬 새금산              |
| 34대 | 노규래 | 1989년 1월 1일 ~ 1990년 3월 5일    | 1년 2개월           | 품위있는 새금산 건설                |
| 35대 | 권영학 | 1990년 3월 ~ 1991년 1월 13일       | 10개월              | 살기좋은 우리금산 풍요로운 인삼고을 |
| 36대 | 류웅상 | 1991년 1월 14일 ~ 1992년 7월 3일   | 1년 6개월           |                                     |
| 37대 | 김학연 | 1992년 7월 4일 ~ 1993년 3월 28일   | 9개월               | 인삼의 고장 충절의 새금산           |
| 38대 | 이명수 | 1993년 3월 29일 ~ 1994년 1월 2일   | 9개월               |                                     |
| 39대 | 박중규 | 1994년 1월 3일 ~ 1994년 7월 8일    | 6개월               | 우리 다함께 열심히 일합시다         |
| 40대 | 김동완 | 1994년 7월 9일 ~ 1994년 12월 31일  | 6개월               |                                     |
| 41대 | 김행기 | 1995년 1월 1일 ~ 1995년 4월 4일    | 3개월               |                                     |
| 42대 | 곽영석 | 1995년 4월 27일 ~ 1995년 6월 30일  | 3개월               | 관선 마지막 금산군수                |

## 민선(1995 ~)
| 대수 | 이름   | 임기                             | 비고              | 군정구호                         |
| ---- | ------ | -------------------------------- | ----------------- | -------------------------------- |
| 43대 | 김현근 | 1995년 7월 1일 ~ 1998년 2월 1일  | 민선1기 2년 7개월 | 활기차고 살기좋은 금산건설       |
| 44대 | 김행기 | 1998년 7월 1일 ~ 2002년 6월 30일 | 민선2기 4년       | 생동하는 금산 건강한 미래        |
| 45대 | 김행기 | 1998년 7월 1일 ~ 2002년 6월 30일 | 민선3기 4년 재선  | 생명의 고향 미래의 땅 금산       |
| 46대 | 박동철 | 2006년 7월 1일 ~ 2010년 6월 30일 | 민선4기 4년       | 생명의 고향 미래의 땅 금산       |
| 47대 | 박동철 | 2010년 7월 1일 ~ 2014년 6월 30일 | 민선5기 4년 재선  | 생명의 고향 미래의 땅 금산       |
| 48대 | 박동철 | 2014년 7월 1일 ~ 2018년 6월 30일 | 민선6기 4년 3선   | 생명의 고향 미래의 땅 금산       |
| 49대 | 문정우 | 2018년 7월 1일 ~ 2022년 6월 30일 | 민선7기           | 생명의 고향 미래의 땅 금산       |
| 50대 | 박범인 | 2022년 7월 1일 ~ 현재            | 민선8기           | 생명의 고향 금산, 세계로 미래로! |

## 같이 보기
- 금산군수 선거